# Erke Duit
Erke Duit (* 30. Dezember 1957 in Bremen) ist ein deutscher Dirigent, Komponist und Leiter mehrerer Chöre und Ensembles.

## Leben
Nach dem Abitur absolvierte Duit ein Studium an der Hochschule für Musik und darstellende Kunst Wien – Kirchenmusik mit Schwerpunkten Chorleitung (bei Hans Gillesberger, Erwin Ortner), Tonsatz und kirchliche Komposition (bei Erich Romanovsky), Medienkomposition (bei Paul Kont), Dirigieren (bei Karl Österreicher) und am Biola College, Los Angeles (Stipendium; Orgel bei Charles Shaffer).
Er ist Vater eines Sohnes und einer Tochter. Seit 2005 lehrt er am Konservatorium der Stadt Wien Musikalische Interpretation und Rollengestaltung.

## Werke (Auswahl)
- 1992 Kantate Hödlmoser, Text: Reinhard P. Gruber Für den steirischen herbst
- 1994 Vertonung von Texten H. C. Artmanns für das NÖ. Donaufestival
- 1995 Die Bibliothek von Babel, zusammen mit Fritz Rainer und Wolfgang Huber
- 1997 Celentano-Bearbeitungen, für La Cappella Vienna, aufgeführt im Kabarett Simpl
- 1998 Die Bremer Stadtmusikanten, Kammerorchesterwerk
- 1999 Orchesterwerk KINDER für Karl Friedrich Flick
- 2000 Kantate adam.eva.aus mit dem Chor Gegenstimmen
- 2001 Waldviertler Suite für 34 Bläser (aufgeführt mit den GRENZBLÄSERN)
- 2002 Hohes Haus Musik, Vertonung der schwarz-blauen Regierungserklärung, Uraufführung im Österreichischen Parlament mit dem Chor Gegenstimmen
- 2003 Brandner Kaspar, eine Theatermusik für Vokalquartett (aufgeführt vom SCHLEICHQUARTETT)
- 2005 Gib mir die Kugel, eine abendfüllende Globalisierungskantate mit dem Chor Gegenstimmen

## Tätigkeiten
320 Rockkonzerte als Sänger/Pianist bei der Gruppe „Robin“ (Tournee West USA), seit 1981 freischaffender Komponist und Musiker. Musikalischer Leiter bzw. Komponist/Pianist: 1981–1988 Volkstheater (Wien), Theater in der Josefstadt, Theater d. Jugend (Wien), Kammerspiele, Theater Akzent, dietheater Künstlerhaus, Salzburger Landestheater sowie in diversen anderen Theatern in Deutschland und Österreich, Chorleiter der Gegenstimmen seit 1992, 2001 Dirigent des sirene Operntheaters, 2006 als musikalischer Leiter bei den Schlossspielen Kobersdorf (Brecht/Weill/Dreigroschenoper) und dem Waldviertler Hoftheater in Pürbach bei Schrems.

### Orchester
- 1985–1995 Leiter des Ensembles Neue Streicher (weit über 100 Konzerte mit zahlreichen Uraufführungen)
- 1995–2002 Leiter der Capella Nova Klosterneuburg (Kammerorchester)
- Leiter der Camerata Wien seit 1990
- Musikalischer Leiter des Volkskunstorchesters
- Musikalischer Leiter des Waldviertler Hoforchesters (Grenzbläser)

Zahlreiche Einspielungen auf CD, MC, LP für ORF (Radio + TV)

### Chöre
- Dozent für fortgeschrittenes Popensemble bei den VEREINTEN STIMMEN fürs Sommersemester 2005.
- Von 1994 bis 2013 leitete Duit den Wiener Polit-Chor Gegenstimmen.